# World Games 2017/Teilnehmer (Großbritannien)
| Gelbes Symbol für Goldmedaillen mit stilisierten Olympischen Ringen | Graues Symbol für Silbermedaillen mit stilisierten Olympischen Ringen | Braundes Symbol für Bronzemedaillen mit stilisierten Olympischen Ringen |
| ------------------------------------------------------------------- | --------------------------------------------------------------------- | ----------------------------------------------------------------------- |
| 3                                                                   | 4                                                                     | 1                                                                       |

Großbritannien nahm in Breslau an den World Games 2017 teil. Die britische Delegation bestand aus 105 Athleten.

## Medaillengewinner

### Gold
| Name | Sportart       | Wettkampf      |
| --- | -------------- | -------------- |
| Conor Sawenko Charlie Tate Adam Upcott Lewis Watts | Sportakrobatik | Gruppe         |
| Kyren Wilson | Billard        | Snooker        |
| James Murphy Edward Shannon Steven Prime Martin Collins Wayne Evans David Field Ian Murphy David Calcutt Edward Holland David Hammersley Ian Daniels John Webb Adrian Webb | Tauziehen      | Outdoor 640 kg |

### Silber
| Name          | Sportart      | Wettkampf                   |
| ------------- | ------------- | --------------------------- |
| Naomi Folkard | Bogenschießen | Recurvebogen                |
| Jayson Shaw   | Billard       | 9-Ball                      |
| Ali Carter    | Billard       | Snooker                     |
| Jordan Thomas | Karate        | Kumite 67 kg                |
| Phil Clapp    | Indoor-Rudern | 500 m Offene Gewichtsklasse |
| Ustine Reston | Indoor-Rudern | 2000 m Leichtgewicht        |

### Bronze
| Name | Sportart        | Wettkampf      |
| --- | --------------- | -------------- |
| Lewis Walker Katherine Williams | Sportakrobatik  | Paar           |
| Isael Haigh Emily Hancock Ilisha Boardman | Sportakrobatik  | Gruppe         |
| Lucie Colebeck | Trampolinturnen | Tumbling       |
| Justin Sheppard James Dewsberry Tim Lee William Lee Steven Prime James Murphy David Bowyer Ian Murphy Ian Robinson Lee Robinson Aidan Wheller John Webb | Tauziehen       | Outdoor 700 kg |

## Teilnehmer nach Sportarten

### Akrobatik
| Athleten                                           | Wettbewerb | Qualifikation | Qualifikation | Finale        | Finale        | Rang          |
| Athleten                                           | Wettbewerb | Punkte        | Rang          | Punkte        | Rang          | Rang          |
| -------------------------------------------------- | ---------- | ------------- | ------------- | ------------- | ------------- | ------------- |
| Frauen                                             |            |               |               |               |               |               |
| Isael Haigh Emily Hancock Ilisha Boardman          | Gruppe     | 55.030        | 3             | 28.235        | 3             | Bronze        |
| Männer                                             |            |               |               |               |               |               |
| Conor Sawenko Charlie Tate Adam Upcott Lewis Watts | Gruppe     | 59.050        | 1             | 34.450        | 1             | Gold          |
| Michael Hill Jake Phelan                           | Paar       | 55.030        | 5             | ausgeschieden | ausgeschieden | ausgeschieden |
| Mixed                                              |            |               |               |               |               |               |
| Lewis Walker Katherine Williams                    | Paar       | 55.350        | 4             | 28.810        | 3             | Bronze        |

### Billard
| Athleten        | Wettbewerb | Achtelfinale          | Achtelfinale | Viertelfinale  | Viertelfinale | Halbfinale    | Halbfinale    | Finale / Platz 3 | Finale / Platz 3 | Rang          |
| Athleten        | Wettbewerb | Gegner                | Ergebnis     | Gegner         | Ergebnis      | Gegner        | Ergebnis      | Gegner           | Ergebnis         | Rang          |
| --------------- | ---------- | --------------------- | ------------ | -------------- | ------------- | ------------- | ------------- | ---------------- | ---------------- | ------------- |
| Frauen          |            |                       |              |                |               |               |               |                  |                  |               |
| Kelly Fisher    | 9-Ball     | Kristina Tkatsch      | 4:9          | ausgeschieden  | ausgeschieden | ausgeschieden | ausgeschieden | ausgeschieden    | ausgeschieden    | ausgeschieden |
| Männer          |            |                       |              |                |               |               |               |                  |                  |               |
| Jayson Shaw     | 9-Ball     | Alejandro Zulliy      | 11:8         | Matt Edwards   | 11:5          | Ko Pin-yi     | 11:6          | Carlo Biado      | 7:11             | Silber        |
| Mixed           |            |                       |              |                |               |               |               |                  |                  |               |
| Allister Carter | Snooker    | Shaun Dalitz          | 3:0          | Declan Brennan | 3:1           | Xu Si         | 3:0           | Kyren Wilson     | 1:3              | Silber        |
| Kyren Wilson    | Snooker    | Andres Petrov         | 3:1          | Michael Judge  | 3:1           | Soheil Vahedi | 3:0           | Allister Carter  | 3:1              | Gold          |
| Andrew Pagett   | Snooker    | Alexander Ursenbacher | 1:3          | ausgeschieden  | ausgeschieden | ausgeschieden | ausgeschieden | ausgeschieden    | ausgeschieden    | ausgeschieden |

### Bowling
| Athleten                   | Wettbewerb | Qualifikation | Qualifikation | Vorrunde                          | Vorrunde | Achtelfinale  | Achtelfinale  | Viertelfinale | Viertelfinale | Halbfinale    | Halbfinale    | Finale        | Finale        | Rang          |
| Athleten                   | Wettbewerb | Punkte        | Rang          | Gegner                            | Ergebnis | Gegner        | Ergebnis      | Gegner        | Ergebnis      | Gegner        | Ergebnis      | Gegner        | Ergebnis      | Rang          |
| -------------------------- | ---------- | ------------- | ------------- | --------------------------------- | -------- | ------------- | ------------- | ------------- | ------------- | ------------- | ------------- | ------------- | ------------- | ------------- |
| Frauen                     |            |               |               |                                   |          |               |               |               |               |               |               |               |               |               |
| Samantha Hannan            | Einzel     | 1180          | 26            | –                                 | –        | ausgeschieden | ausgeschieden | ausgeschieden | ausgeschieden | ausgeschieden | ausgeschieden | ausgeschieden | ausgeschieden | ausgeschieden |
| Becky Daly                 | Einzel     | 1242          | 22            | –                                 | –        | ausgeschieden | ausgeschieden | ausgeschieden | ausgeschieden | ausgeschieden | ausgeschieden | ausgeschieden | ausgeschieden | ausgeschieden |
| Samantha Hannan Becky Daly | Doppel     | –             | –             | Lillya Kononenko / Daria Kovalova | 794:824  | ausgeschieden | ausgeschieden | ausgeschieden | ausgeschieden | ausgeschieden | ausgeschieden | ausgeschieden | ausgeschieden | ausgeschieden |
| Samantha Hannan Becky Daly | Doppel     | –             | –             | Tannya Lopez / Sandra Gongora     | 924:782  | ausgeschieden | ausgeschieden | ausgeschieden | ausgeschieden | ausgeschieden | ausgeschieden | ausgeschieden | ausgeschieden | ausgeschieden |
| Samantha Hannan Becky Daly | Doppel     | –             | –             | Jasmine Yeong-Nathan / Joey Yeo   | 821:943  | ausgeschieden | ausgeschieden | ausgeschieden | ausgeschieden | ausgeschieden | ausgeschieden | ausgeschieden | ausgeschieden | ausgeschieden |

### Feldbogenschießen
| Athleten        | Wettbewerb   | Qualifikation | Qualifikation | Ausscheidungsrunde  | Ausscheidungsrunde | Halbfinale        | Halbfinale    | Finale        | Finale        | Rang          |
| Athleten        | Wettbewerb   | Ringe         | Rang          | Gegner              | Ergebnis           | Gegner            | Ergebnis      | Gegner        | Ergebnis      | Rang          |
| --------------- | ------------ | ------------- | ------------- | ------------------- | ------------------ | ----------------- | ------------- | ------------- | ------------- | ------------- |
| Frauen          |              |               |               |                     |                    |                   |               |               |               |               |
| Jessica Nilsson | Blankbogen   | 296           | 6             | Eliette Lalouer     | 60:65              | ausgeschieden     | ausgeschieden | ausgeschieden | ausgeschieden | ausgeschieden |
| Naomi Folkard   | Recurvebogen | 355           | 5             | Jindřiška Vaněčková | 94:78              | Laurence Baldauff | 60:53         | Lisa Unruh    | 52:52         | Silber        |
| Naomi Folkard   | Recurvebogen | 355           | 5             | Bryony Pitman       | 83:80              | Laurence Baldauff | 60:53         | Lisa Unruh    | 52:52         | Silber        |
| Bryony Pitman   | Recurvebogen | 355           | 4             | Naomi Folkard       | 80:83              | ausgeschieden     | ausgeschieden | ausgeschieden | ausgeschieden | ausgeschieden |
| Männer          |              |               |               |                     |                    |                   |               |               |               |               |
| Mark Nesbitt    | Recurvebogen | 352           | 6             | Sebastian Rohrberg  | 86:85              | ausgeschieden     | ausgeschieden | ausgeschieden | ausgeschieden | ausgeschieden |
| Mark Nesbitt    | Recurvebogen | 352           | 6             | Matija Mihalić      | 87:89              | ausgeschieden     | ausgeschieden | ausgeschieden | ausgeschieden | ausgeschieden |

### Indoor-Rudern
| Athleten       | Wettbewerb                   | Zeit        | Rang   |
| -------------- | ---------------------------- | ----------- | ------ |
| Frauen         |                              |             |        |
| Laura Kerr     | 500 m Offene Gewichtsklasse  | 01:32,7 min | 4      |
| Nicola Lawless | 2000 m Offene Gewichtsklasse | 06:58,3 min | 5      |
| Justine Reston | 2000 m Leichtgewicht         | 07:15,3 min | Silber |
| Männer         |                              |             |        |
| Phil Clapp     | 500 m Offene Gewichtsklasse  | 01:12,9 min | Silber |
| Graham Benton  | 2000 m Offene Gewichtsklasse | 05:54,4 min | 6      |

### Karate
| Athleten      | Wettbewerb   | Vorrunde     | Vorrunde | Vorrunde        | Vorrunde | Vorrunde            | Vorrunde | Halbfinale      | Halbfinale | Finale / Platz 3 | Finale / Platz 3 | Rang   |
| Athleten      | Wettbewerb   | Gegner       | Ergebnis | Gegner          | Ergebnis | Gegner              | Ergebnis | Gegner          | Ergebnis   | Gegner           | Ergebnis         | Rang   |
| ------------- | ------------ | ------------ | -------- | --------------- | -------- | ------------------- | -------- | --------------- | ---------- | ---------------- | ---------------- | ------ |
| Männer        |              |              |          |                 |          |                     |          |                 |            |                  |                  |        |
| Jordan Thomas | Kumite 67 kg | Yves Tadissi | 3:2      | Tsuneari Yahiro | 0:0      | Abdelatif Benkhaled | 6:0      | Deivis Ferreras | 8:0        | Steven Da Costa  | 0:0              | Silber |

### Kickboxen
| Athleten         | Wettbewerb | Viertelfinale      | Viertelfinale | Halbfinale    | Halbfinale    | Finale / Platz 3 | Finale / Platz 3 | Rang          |
| Athleten         | Wettbewerb | Gegner             | Ergebnis      | Gegner        | Ergebnis      | Gegner           | Ergebnis         | Rang          |
| ---------------- | ---------- | ------------------ | ------------- | ------------- | ------------- | ---------------- | ---------------- | ------------- |
| Frauen           |            |                    |               |               |               |                  |                  |               |
| Monika Markowska | K1 52 kg   | Anna Poskrebysheva | 0:3           | ausgeschieden | ausgeschieden | ausgeschieden    | ausgeschieden    | ausgeschieden |

### Korfball
| Wettbewerb       | Mixed |
| ---------------- | --- |
| Athleten         | Owen Bailey Caitlin Fitzgerald Blake Palfreyman Joe Bedford Ashley Warner Ben King Andrew Hall Paul Debenham Neala Brennan Claire Dique Charlie Vogwill Lizzie McCloud Sara Roberts Helen West |
| Gruppenphase     | Polen 23:11 (8:0, 8:3, 4:4, 3:4) Chinesisch Taipeh 16:23 (3:4, 5:9, 4:4, 4:6) Deutschland 12:13 (4:4, 1:3, 3:2, 4:4)                                                                           |
| Zwischenrunde    | Volksrepublik China 24:27 (8:8, 7:7, 5:5, 4:7) |
| Spiel um Platz 7 | Polen 25:18 (7:6, 4:1, 11:6, 3:5) |
| Platzierung      | 7 |

### Lacrosse
| Wettbewerb       | Frauen |
| ---------------- | --- |
| Athleten         | Emily Gray Laura Warren Claire Faram Anna Featherstone Alisa Stott Emilie Chandler Katherine Lehovsky Dorothy Williams Sophie Whitehead Olivia Wimpenny Sophie Morrill Emma Adams Alexandra Drewe Iona Dryden Julia Paterson |
| Gruppenphase     | Japan 9:5 Vereinigte Staaten 6:14 |
| Halbfinale       | Vereinigte Staaten 5:18 |
| Spiel um Platz 3 | Australien 8:10 |
| Platzierung      | 4 |

### Luftsport
| Athleten    | Wettbewerb | Runde 1 | Runde 2 | Runde 3 | Runde 4 | Runde 5 | Runde 6 | Runde 7 | Runde 8 | Runde 9 | Runde 10 | Runde 11 | Runde 12 | Gesamt  | Rang |
| ----------- | ---------- | ------- | ------- | ------- | ------- | ------- | ------- | ------- | ------- | ------- | -------- | -------- | -------- | ------- | ---- |
| Mixed       |            |         |         |         |         |         |         |         |         |         |          |          |          |         |      |
| Maxine Tate | Swooping   | 31      | 20      | 25      | 25      | 29      | 24      | 15      | 31      | 7       | 24       | 31       | 24       | 304.000 | 33   |

### Orientierungslauf
| Athleten                                                       | Wettbewerb    | Zeit         | Rang |
| -------------------------------------------------------------- | ------------- | ------------ | ---- |
| Frauen                                                         |               |              |      |
| Megan Carter-Davies                                            | Sprint        | 15:36,5 min  | 17   |
| Tessa Strain                                                   | Sprint        | 16:10,2 min  | 22   |
| Megan Carter-Davies                                            | Mittelstrecke | 45:30 min    | 30   |
| Tessa Strain                                                   | Mittelstrecke | 39,10 min    | 13   |
| Männer                                                         |               |              |      |
| Ralph Street                                                   | Sprint        | 15:11,80 min | 7    |
| Peter Hodkinson                                                | Sprint        | 15:31,30 min | 12   |
| Ralph Street                                                   | Mittelstrecke | 37:27 min    | 14   |
| Peter Hodkinson                                                | Mittelstrecke | 39:41 min    | 23   |
| Mixed                                                          |               |              |      |
| Ralph Street Peter Hodkinson Murray Strain Megan Carter-Davies | Staffel       | 1:04:13 h    | 5    |

### Speedway
| Männer                                  |                                       |   |                               |   |                          |   |                         |   |                                   |   |                                   |   |    |   |               |               |   |
| Steve Worrall Danny King Robert Lambert | Michael Jensen Niels Kristian Iversen | 3 | Bartosz Zmarzlik Patryk Dudek | 2 | Kai Huckenbeck Erik Riss | 1 | Max Fricke Chris Holder | 1 | Andrei Kudriashov Emil Sytfudinov | 1 | Antonio Lindback Fredrik Lindgren | 3 | 11 | 7 | ausgeschieden | ausgeschieden | 4 |

### Squash
| Athleten         | 1. Runde         | 1. Runde         | Achtelfinale      | Achtelfinale     | Viertelfinale    | Viertelfinale    | Halbfinale       | Halbfinale       | Finale/Platz 3       | Finale/Platz 3   | Rang             |
| Athleten         | Gegner           | Ergebnis         | Gegner            | Ergebnis         | Gegner           | Ergebnis         | Gegner           | Ergebnis         | Gegner               | Ergebnis         | Rang             |
| ---------------- | ---------------- | ---------------- | ----------------- | ---------------- | ---------------- | ---------------- | ---------------- | ---------------- | -------------------- | ---------------- | ---------------- |
| Frauen           |                  |                  |                   |                  |                  |                  |                  |                  |                      |                  |                  |
| Lisa Aitken      | Jessica Turnbull | 3:0              | Coline Aumard     | 1:3              | ausgeschieden    | ausgeschieden    | ausgeschieden    | ausgeschieden    | ausgeschieden        | ausgeschieden    | ausgeschieden    |
| Fiona Moverley   | Nadija Ussenko   | 3:0              | Misaki Kobayashi  | 3:0              | Millie Tomlinson | 3:1              | Camille Serme    | 0:3              | Platz 3: Nicol David | 0:3              | 4                |
| Alison Thomson   | Tessa ter Sluis  | 3:1              | Camille Serme     | 0:3              | ausgeschieden    | ausgeschieden    | ausgeschieden    | ausgeschieden    | ausgeschieden        | ausgeschieden    | ausgeschieden    |
| Millie Tomlinson | Céline Walser    | 3:0              | Rachel Arnold     | 3:2              | Fiona Moverley   | 1:3              | ausgeschieden    | ausgeschieden    | ausgeschieden        | ausgeschieden    | ausgeschieden    |
| Männer           |                  |                  |                   |                  |                  |                  |                  |                  |                      |                  |                  |
| Ben Coleman      | Yuri Farneti     | 3:0              | Yip Tsz-Fung      | 2:3              | ausgeschieden    | ausgeschieden    | ausgeschieden    | ausgeschieden    | ausgeschieden        | ausgeschieden    | ausgeschieden    |
| Douglas Kempsell | Joe Chapman      | 3:1              | Mathieu Castagnet | 1:3              | ausgeschieden    | ausgeschieden    | ausgeschieden    | ausgeschieden    | ausgeschieden        | ausgeschieden    | ausgeschieden    |
| Joe Lee          | nicht angetreten | nicht angetreten | nicht angetreten  | nicht angetreten | nicht angetreten | nicht angetreten | nicht angetreten | nicht angetreten | nicht angetreten     | nicht angetreten | nicht angetreten |
| Joshua Masters   | Jan Koukal       | 1:3              | ausgeschieden     | ausgeschieden    | ausgeschieden    | ausgeschieden    | ausgeschieden    | ausgeschieden    | ausgeschieden        | ausgeschieden    | ausgeschieden    |
| Rory Stewart     | Shehab Essam     | 3:0              | Grégoire Marche   | 1:3              | ausgeschieden    | ausgeschieden    | ausgeschieden    | ausgeschieden    | ausgeschieden        | ausgeschieden    | ausgeschieden    |

### Tauziehen
| Wettbewerb              | Männer Outdoor 640 kg | Männer Outdoor 700 kg |
| ----------------------- | --- | --- |
| Athleten                | James Murphy Edward Shannon Steven Prime Martin Collins Wayne Evans David Field Ian Murphy David Callcutt Edward Holland David Hammersley Ian Daniels John Webb Adrian Webb | Justin Sheppard James Dewsberry Tim Lee William Lee Steven Prime James Murphy David Bowyer Ian Murphy Ian Robinson Lee Robinson Aidan Wheller John Webb |
| Gruppenphase            | Deutschland 0:3 Schweiz 0:3 Niederlande 3:0 Schweden 3:0 Irland 3:0 | Belgien 3:0 Deutschland 1:1 Niederlande 1:1 Schweiz 0:3 Schweden 3:0                                                                                    |
| Halbfinale              | Schweden 3:0 | Niederlande 0:3 |
| Finale/Spiel um Platz 3 | Schweiz 2:1 | Belgien 3:0 |
| Platzierung             | Gold | Bronze |

### Trampolinturnen
| Frauen         |             |        |   |        |   |        |
| Kirsty Way     | Doppel-Mini | 67.300 | 5 | 68.700 | 6 | 6      |
| Lucie Colebeck | Tumbling    | 69.200 | 3 | 71.000 | 3 | Bronze |
| Männer         |             |        |   |        |   |        |
| Andrew Houston | Doppel-Mini | 68.200 | 5 | 71.500 | 5 | 5      |
| Elliott Browne | Tumbling    | 72.100 | 4 | 61.000 | 7 | 7      |

### Wasserski
| Athleten         | Wettbewerb          | Qualifikation    | Qualifikation    | Finale           | Finale           | Rang                     | Rang                     | Rang             | Rang             | Rang             |
| Athleten         | Wettbewerb          | Ergebnis         | Rang             | Ergebnis         | Rang             | Rang                     | Rang                     | Rang             | Rang             | Rang             |
| ---------------- | ------------------- | ---------------- | ---------------- | ---------------- | ---------------- | ------------------------ | ------------------------ | ---------------- | ---------------- | ---------------- |
| Männer           |                     |                  |                  |                  |                  |                          |                          |                  |                  |                  |
| Jack Critchley   | Slalom              | nicht angetreten | nicht angetreten | nicht angetreten | nicht angetreten | nicht angetreten         | nicht angetreten         | nicht angetreten | nicht angetreten | nicht angetreten |
| Jack Critchley   | Sprung              | 60,5 m           | 1                | 58,2 m           | 8                | 8                        | 8                        | 8                | 8                | 8                |
| Athleten         | Wettbewerb          | Viertelfinale    | Viertelfinale    | Halbfinale       | Halbfinale       | Letzte Chance Halbfinale | Letzte Chance Halbfinale | Finale           | Finale           | Rang             |
| Athleten         | Wettbewerb          | Ergebnis         | Rang             | Ergebnis         | Rang             | Ergebnis                 | Rang                     | Ergebnis         | Rang             | Rang             |
| Frauen           |                     |                  |                  |                  |                  |                          |                          |                  |                  |                  |
| Charlotte Bryant | Wakeboard Freestyle | –                | –                | 24,89            | 10               | 45,56                    | 2                        | ausgeschieden    | ausgeschieden    | ausgeschieden    |
| Männer           |                     |                  |                  |                  |                  |                          |                          |                  |                  |                  |
| Dan Nott         | Wakeboard Freestyle | 51,22            | 3                | 45,67            | 8                | ausgeschieden            | ausgeschieden            | ausgeschieden    | ausgeschieden    | ausgeschieden    |